# Apeadero de Circunvalação
El Apeadero de Circunvalação fue una plataforma ferroviaria de las Líneas de Póvoa y Guimarães, que servía a la zona de la Ruta de Circunvalação, en el Distrito de Porto, en Portugal.

## Historia
Esta plataforma se situaba en el tramo de la Línea de Póvoa entre Porto-Boavista y Póvoa de Varzim, que entró en servicio el 1 de octubre de 1875.